# Lijst van trainers van FC Twente (mannen)
Dit is een lijst van trainers van FC Twente.

## Historie
Sinds de oprichting van FC Twente in 1965 heeft de club 25 verschillende trainers gehad. De eerste trainer was Friedrich Donenfeld, het eerste seizoen onder zijn bewind eindigde ondanks grote verwachtingen teleurstellend waardoor hij al na één seizoen werd vervangen door Kees Rijvers. Onder Rijvers werd er een nieuwe weg ingeslagen. De resultaten bleven niet uit, met als uitschieter de 5-1 zege op Ajax in het seizoen 1968/69. Gezien de stand op de ranglijst was er was zelfs een reële kans op een kampioenschap, ware het niet dat Eddy Achterberg een opgelegde kans voor leeg doel naast schoot, waarna Feyenoord wel toesloeg en twee keer scoorde. 
Opvallend is dat het dieptepunt van de sportieve historie van FC Twente (degradatie) onder de trainer plaatsvond die ook de eerste successen bracht, namelijk Spitz Kohn. Onder zijn leiding werd de finale van de UEFA Cup bereikt, door Juventus in de halve finale uit te schakelen met 4-1. De finale werd over twee wedstrijden uiteindelijk overtuigend verloren van Borussia Mönchengladbach. Ook won FC Twente haar eerste prijs in de clubhistorie onder leiding van Kohn, de beker in het seizoen 1976/77 werd gewonnen door PEC Zwolle in de verlenging te verslaan. Van alle hoofdtrainers zijn er drie geweest die meerdere periodes coachten: Spitz Kohn (2×, 1972-79 en 1982/83), Fred Rutten (2×, 1999-2001 en 2006-08) en Steve McClaren (2×, 2008-10 en 2012/13).

## Trainers eerste elftal

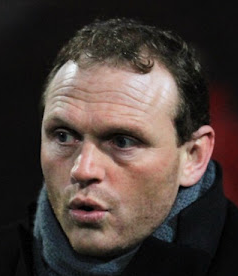
De huidige trainer Joseph Oosting

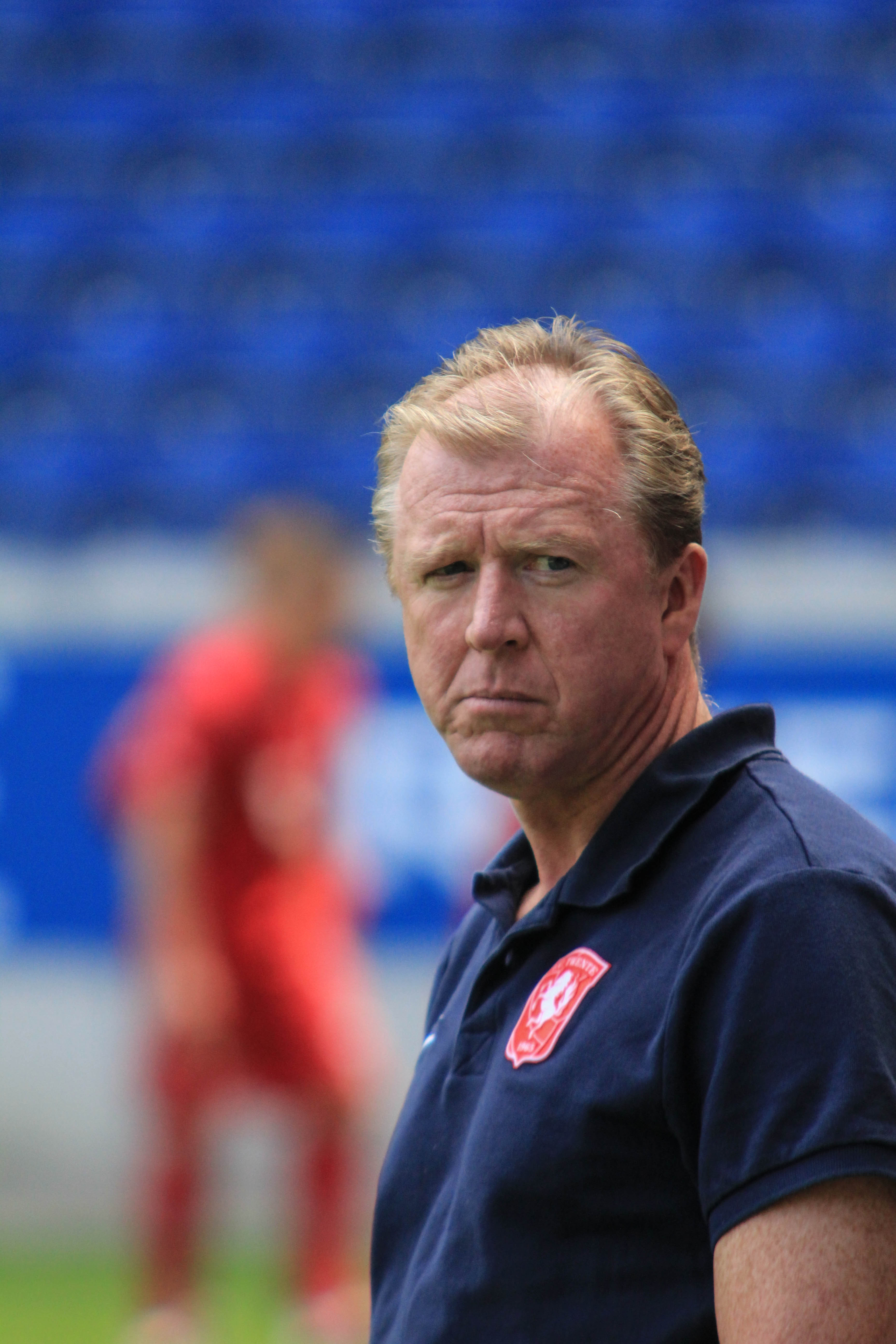
Steve McClaren werd kampioen met de club in seizoen 2009/10

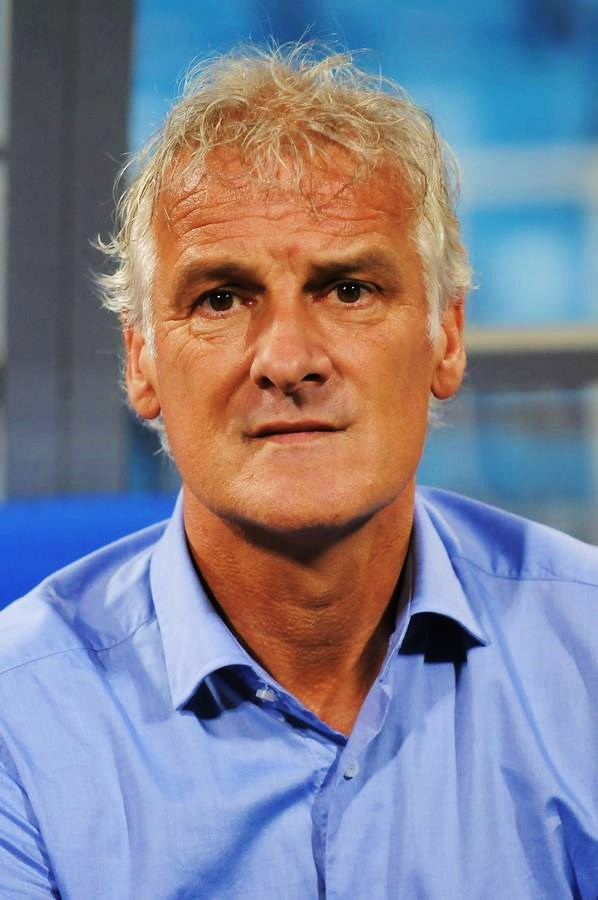
Fred Rutten was twee termijnen trainer van de club en won de KNVB Beker in 2001

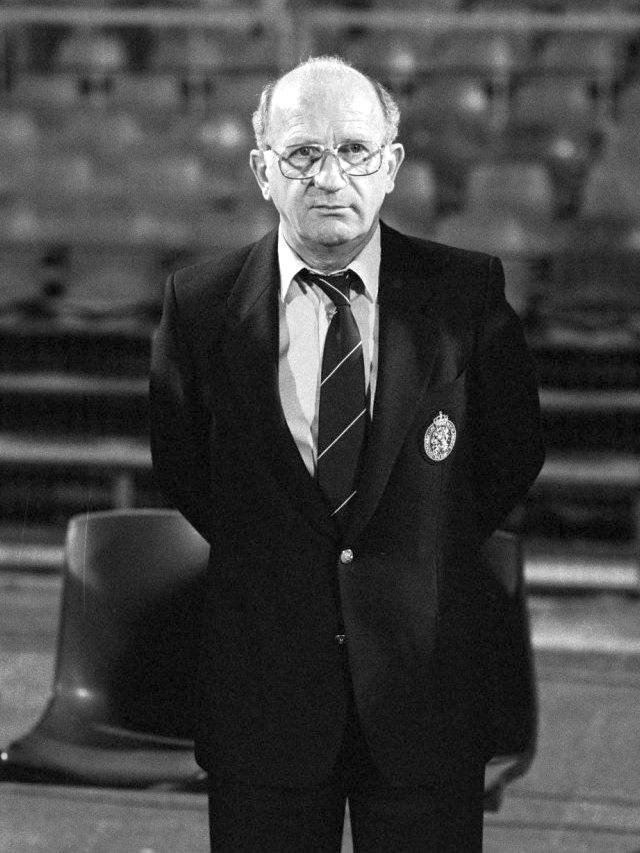
Kees Rijvers, de trainer die de club het langste heeft gediend

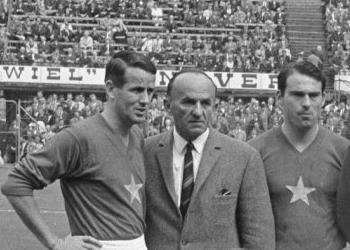
De Oostenrijkse Friedrich Donenfeld was de eerste trainer van de club

| Seizoen | Trainer(s)                              | Prijzen                          | Bijzonderheden                                                         |
| ------- | --------------------------------------- | -------------------------------- | ---------------------------------------------------------------------- |
| 2025/26 | Joseph Oosting                          |                                  | 0                                                                      |
| 2024/25 | Joseph Oosting                          |                                  | 0                                                                      |
| 2023/24 | Joseph Oosting                          |                                  | 0                                                                      |
| 2022/23 | Ron Jans                                |                                  | Plaatsing voor tweede voorronde Conference League                      |
| 2021/22 | Ron Jans                                |                                  | Plaatsing voor play-offs Conference League                             |
| 2020/21 | Ron Jans                                |                                  |                                                                        |
| 2019/20 | Gonzalo García García                   |                                  | Het seizoen werd na 26 wedstrijden geëindigd vanwege de Coronapandemie |
| 2018/19 | Marino Pusic                            | Eerste divisie                   |                                                                        |
| 2017/18 | Marino Pusic (ad interim)               |                                  | Degradatie naar de Keuken Kampioen Divisie                             |
| 2017/18 | Gertjan Verbeek (tot 26 maart 2018)     |                                  |                                                                        |
| 2017/18 | Marino Pusic (ad interim)               |                                  |                                                                        |
| 2017/18 | René Hake (tot 18 oktober 2017)         |                                  |                                                                        |
| 2016/17 | René Hake                               |                                  |                                                                        |
| 2015/16 | René Hake                               |                                  |                                                                        |
| 2015/16 | Alfred Schreuder (tot 30 augustus 2015) |                                  |                                                                        |
| 2014/15 | Alfred Schreuder                        |                                  |                                                                        |
| 2013/14 | Michel Jansen                           |                                  | Plaatsing voor de Europa League                                        |
| 2012/13 | Alfred Schreuder                        |                                  |                                                                        |
| 2012/13 | Steve McClaren (tot 26 februari 2013)   |                                  |                                                                        |
| 2011/12 | Steve McClaren                          |                                  | Plaatsing voor de Europa League                                        |
| 2011/12 | Co Adriaanse (tot 3 januari 2012)       | Johan Cruijff Schaal             |                                                                        |
| 2010/11 | Michel Preud'homme                      | KNVB beker, Johan Cruijff Schaal | Plaatsing voor play-offs Champions League                              |
| 2009/10 | Steve McClaren                          | Eredivisie                       | Plaatsing voor de Champions League                                     |
| 2008/09 | Steve McClaren                          |                                  | Plaatsing voor play-offs Champions League                              |
| 2007/08 | Fred Rutten                             |                                  | Plaatsing voor play-offs Champions League                              |
| 2006/07 | Fred Rutten                             | UEFA Intertoto Cup               |                                                                        |
| 2005/06 | Jan van Staa                            |                                  |                                                                        |
| 2005/06 | Rini Coolen                             |                                  |                                                                        |
| 2004/05 | Rini Coolen                             |                                  |                                                                        |
| 2003/04 | René Vandereycken                       |                                  |                                                                        |
| 2002/03 | René Vandereycken                       |                                  |                                                                        |
| 2001/02 | John van 't Schip                       |                                  |                                                                        |
| 2000/01 | Fred Rutten                             | KNVB beker                       |                                                                        |
| 1999/00 | Fred Rutten                             |                                  |                                                                        |
| 1999/00 | Hans Meyer                              |                                  |                                                                        |
| 1998/99 | Hans Meyer                              |                                  |                                                                        |
| 1997/98 | Hans Meyer                              |                                  |                                                                        |
| 1996/97 | Hans Meyer                              |                                  |                                                                        |
| 1995/96 | Hans Meyer                              |                                  |                                                                        |
| 1995/96 | Fred Rutten (ad interim)                |                                  |                                                                        |
| 1995/96 | Issy ten Donkelaar                      |                                  |                                                                        |
| 1994/95 | Issy ten Donkelaar                      |                                  |                                                                        |
| 1993/94 | Rob Baan                                |                                  |                                                                        |
| 1992/93 | Rob Baan                                |                                  |                                                                        |
| 1991/92 | Theo Vonk                               |                                  |                                                                        |
| 1990/91 | Theo Vonk                               |                                  |                                                                        |
| 1989/90 | Theo Vonk                               |                                  |                                                                        |
| 1988/89 | Theo Vonk                               |                                  |                                                                        |
| 1987/88 | Theo Vonk                               |                                  |                                                                        |
| 1986/87 | Theo Vonk                               |                                  |                                                                        |
| 1985/86 | Theo Vonk                               |                                  |                                                                        |
| 1985/86 | Fritz Korbach                           |                                  |                                                                        |
| 1984/85 | Fritz Korbach                           |                                  |                                                                        |
| 1983/84 | Fritz Korbach                           |                                  | Promotie naar de Eredivisie                                            |
| 1982/83 | Spitz Kohn                              |                                  | Degradatie naar de Eerste divisie                                      |
| 1982/83 | Rob Groener (tot 4 november 1982)       |                                  |                                                                        |
| 1981/82 | Rob Groener                             |                                  |                                                                        |
| 1980/81 | Hennie Hollink                          |                                  |                                                                        |
| 1979/80 | Hennie Hollink                          |                                  |                                                                        |
| 1979/80 | Spitz Kohn                              |                                  |                                                                        |
| 1978/79 | Spitz Kohn                              |                                  |                                                                        |
| 1977/78 | Spitz Kohn                              |                                  |                                                                        |
| 1976/77 | Spitz Kohn                              | KNVB beker                       |                                                                        |
| 1975/76 | Spitz Kohn                              |                                  |                                                                        |
| 1974/75 | Spitz Kohn                              | Finalist UEFA Cup                |                                                                        |
| 1973/74 | Spitz Kohn                              |                                  |                                                                        |
| 1972/73 | Kees Rijvers                            |                                  |                                                                        |
| 1971/72 | Kees Rijvers                            |                                  |                                                                        |
| 1970/71 | Kees Rijvers                            |                                  |                                                                        |
| 1969/70 | Kees Rijvers                            |                                  |                                                                        |
| 1968/69 | Kees Rijvers                            |                                  |                                                                        |
| 1967/68 | Kees Rijvers                            |                                  |                                                                        |
| 1966/67 | Kees Rijvers                            |                                  |                                                                        |
| 1965/66 | Friedrich Donenfeld                     |                                  |                                                                        |

## Trainers Jong FC Twente
Voormalige hoofdtrainers van Jong FC Twente zijn onder anderen:
- Eddy Achterberg
- Evert Bleuming (tot 2008)
- Cees Lok (2007-2009)
- René Hake (2009-2010)
- Jos Daerden (2010-2011)
- Frans Thijssen (2010-2011)
- Patrick Kluivert (2011-2013)
- Jan Zoutman (2013-2015)